# پارک ارغوان
پارک ارغوان پارکی در شهر کرمانشاه است که با مساحت ۲۵ هزار متر مربع در کمربندی غربی و در محدودهٔ منطقه ۳ شهرداری کرمانشاه واقع شده‌است. این پارک در سال ۱۳۹۰ گشایش یافت.

## تاریخچه
عملیات ساخت پارک ارغوان پس از آغاز برای چند سال رها شد. پس از مدتی این پارک به عنوان یکی از پروژه‌های باغ‌راه غربی کرمانشاه درآمد و همچنین قرار شد به عنوان باغ گل‌ها مورد بهره‌برداری قرار بگیرد. این پارک در روز ۴ تیر سال ۱۳۹۰ گشایش یافت.
در مرداد ۱۳۹۱ عملیات ساخت باغ گل‌ها در پارک ارغوان در عرصه‌ای به مساحت ۵/۳ هکتار آغاز شد. قرار است در این باغ، علاوه بر باغ گیاه‌شناسی، انواع شیوه‌های باغ‌سازی جهان همچون باغ‌سازی ایتالیایی، ژاپنی، فرانسوی، انگلیسی و نیز کوشک‌باغ ایرانی مورد استفاده قرار گیرد.

## موقعیت پارک
پارک ارغوان در مجاورت کمربندی غربی شهر کرمانشاه قرار دارد و بخشی از پروژهٔ تبدیل این کمربندی به یک باغ‌راه است.  پارک ارغوان در مجاورت باغ پرندگان صدف قرار دارد.

## ویژگی‌های پارک
پارک ارغوان در زمینی به مساحت ۲۵ هزار متر مربع ساخته شده‌است. امکانات و تأسیساتی از قبلی آب‌نما و نورپردازی، ۲ باب پارکینگ و لوازم ورزشی در آن وجود دارد.

## یادکردها
1. 1 2 3  باشگاه خبرگزاری دانشجویان ایران (ایسنا): کرمانشاه صاحب «باغ‌راه» می‌شود، نوشته‌شده در ۱۳ اسفند ۱۳۹۱؛ بازدید در ۱۸ اسفند ۱۳۹۸.
2. 1 2  باشگاه روزنامۀ ایران: کرمانشاه صاحب باغ‌راه‌های جدید می‌شود، نوشتۀ بابک رئیسی، نوشته‌شده در ۱۵ اسفند ۱۳۹۱؛ بازدید در ۱۸ اسفند ۱۳۹۸.
3. ↑  خبرگزاری دانشجویان ایران (ایسنا): ویژگی‌های نخستین باغ گل‌های غرب کشور، نوشته‌شده در ۱۶ مرداد ۱۳۹۱؛ بازدید در ۱۸ اسفند ۱۳۹۸.
4. ↑  روزنامۀ آفرینش:  نخستین باغ گل غرب کشور در کرمانشاه کلنگ‌زنی شد، نوشته‌شده در ۲۳ مرداد ۱۳۹۱؛[پیوند مرده] بازدید در ۱۸ اسفند ۱۳۹۸.
5. ↑  باشگاه خبرنگاران جوان: باغ پرندگان صدف کرمانشاه+تصاویر، نوشته‌شده در ۹ بهمن ۱۳۹۳؛ بازدید در ۱۸ اسفند ۱۳۹۸.